# Мартыновка (Болховский район)
Мартыновка — деревня в Болховском районе Орловской области. Входит в состав Однолуцкого сельского поселения. Население — 10 чел. (2010).

## География
Деревня находится в северной части Орловской области, в лесостепной зоне, в пределах центральной части Среднерусской возвышенности.
Географическое положение: в 10 километрах от районного центра — города Болхов, в 51 километре от областного центра — города Орёл и в 277 километрах от столицы — Москвы.
Часовой пояс
Деревня Мартыновка, как и вся Орловская область, находится в часовой зоне МСК (московское время). Смещение применяемого времени относительно UTC составляет +3:00.

## Население
| 2010 |
| ---- |
| 10   |

## Инфраструктура
Нет данных